# Glyphotmethis heldreichi
Glyphotmethis heldreichi är en insektsart som först beskrevs av Brunner von Wattenwyl 1882.  Glyphotmethis heldreichi ingår i släktet Glyphotmethis och familjen Pamphagidae. Inga underarter finns listade i Catalogue of Life.